# Co-Ed Fever
Production
Diffusion
Co-Ed Fever est une sitcom américaine diffusée en 1979 sur CBS.

## Distribution
- David Keith : John
- Heather Thomas : Sara
- Alexa Kenin : Emily
- Cathryn O'Neil : Laura
- Tacey Phillips : Megan
- Jillian Kesner : Rebecca

## Épisodes
- Pepperoni Passion
- Pilot
- Disco Tuck
- Double Exposure
- Mid-Term Panic
- Goodbye, Mrs. Selby